# مارتین اراسموس
مارتین اراسموس مردی از آفریقای جنوبی است که در رشته کشتی آزاد فعال است. او مدال طلای وزن ۹۷ کیلوگرم مردان را در بازی‌های مشترک المنافع 2018 که در گلد کوست استرالیا برگزار شد، به دست آورد. 
مارتین مدال طلای خود را در دسته ۹۷ کیلوگرمی مردان در مسابقات کشتی قهرمانی آفریقا ۲۰۱۸ که در پورت هارکورت نیجریه برگزار شد، کسب کرد. همچنین او توانست مدال نقره خود را در سال‌های ۲۰۱۵، ۲۰۱۶، ۲۰۱۷ و ۲۱۸ در مسابقات کشتی قهرمانی آفریقا به‌دست‌آورد 
او در مسابقات انتخابی المپیک آفریقا و اقیانوسیه در سال ۲۰۲۱ شرکت کرد و امیدوار بود برای مسابقات توکیو، ژاپن بازی‌های المپیک تابستانی ۲۰۲۰ جواز کسب کند. 